# Рудницкий, Виталий Валерьянович
Вита́лий Валерья́нович Рудни́цкий — советский хозяйственный, государственный и политический деятель, Герой Социалистического Труда.

## Биография
Родился в 1912 году в Житомир. Член ВКП(б).
С 1930 года — на хозяйственной, общественной и политической работе. В 1930—1972 гг. — рабочий, каменщик, строитель, участник Великой Отечественной войны, бригадир комплексной бригады каменщиков треста «Сталинградстрой» города Сталинград, инициатор организации комплексных бригад в строительстве, ветеран войны и труда, участник 1-го Всесоюзного совещания строителей, делегат XXII съезда КПСС.
Указом Президиума Верховного Совета СССР от 9 августа 1958 года присвоено звание Героя Социалистического Труда с вручением ордена Ленина и золотой медали «Серп и Молот».
Избирался депутатом Верховного Совета РСФСР 4-го созыва. В 1963 году участвовал в зажжении Вечного огня на братской могиле в сквере на площади Павших Борцов в Волгограде.
Умер в 2004 году.